# Craig Steadman
Craig Steadman (* 14. Juli 1982 in Farnworth) ist ein englischer Snookerspieler, der zwischen 2009 und 2023 insgesamt 11 Jahre als Profi auf der World Snooker Tour spielte. Während seiner Profikarriere maximal nur auf Platz 66 geführt, gelang Steadman erst als Amateur mit einer Halbfinalteilnahme beim Snooker Shoot-Out 2021 sein größter Erfolg bei einem professionellen Turnier.

## Karriere
Geboren in Farnworth, besuchte Steadman eine lokale Sekundarschule und bekam dort sein General Certificate of Secondary Education. Seit der Saison 1999/2000 spielte Steadman recht erfolglos auf der Challenge Tour. Mehr Erfolg hatte er bei seinem zahlreichen Teilnahmen an englischen und walisischen Amateurturnieren in den 2000er-Jahren. Darüber hinaus erreichte er das Viertelfinale der Amateurweltmeisterschaft 2006 und wurde im Rahmen der Europameisterschaft 2008 Vize-Europameister. Dies waren seine ersten großen internationalen Erfolge, zuvor hatte er vor allem bei regionalen Turnieren Erfolge gefeiert. Derweil war die Challenge Tour durch die Pontin’s International Open Series abgelöst worden, auf der Steadman mehrfach knapp an den Qualifikationsplätzen vorbeischrammte. Erst am Ende der PIOS 2008/09 erreichte er mit Platz 8 die Qualifikationsränge, wodurch er zur Saison 2009/10 Profispieler wurde. 2009 wurde er zudem mit Chris Norbury und Michael Wild englischer Team-Meister. Steadman feierte zudem mehrfach Erfolge als Mitglied des englischen Teams bei den Home Internationals.
In seiner Debütsaison schied Steadman bei den wichtigen Turnieren stets zu früh aus, weshalb er bis zum Saisonende nicht die rettenden Top 64 erreichte und dadurch seinen Profistatus wieder verlor. In den folgenden zwei Saisons nahm Steadman rege an den Events der Players Tour Championship teil und das mit verhältnismäßig viel Erfolg. Seine Ergebnisse bei der Players Tour Championship 2011/12 waren so gut, dass er sich über die PTC Order of Merit eine Spielberechtigung für die nächsten zwei Saisons holte. Die folgenden Jahre waren aber ein steter Kampf gegen den Verlust des Profistatus. Steadmans Ergebnisse reichten, trotz einzelner sehr guter Ergebnisse wie einer Viertelfinalteilnahme bei den Lisbon Open 2014 oder einer Hauptrundenteilnahme bei der Snookerweltmeisterschaft 2015, insgesamt nie aus, um sich in den Top 64 der Weltrangliste zu platzieren, wodurch er nach jeweils zwei Saisons seinen Profistatus wieder verlor. Er schaffte es aber stets, sich sofort wiederzuqualifizieren, jeweils über die Q School. 2014 und 2018 qualifizierte er sich direkt durch einen Sieg bei einem der Q-School-Events, 2016 nahm er den kleinen Umweg über die Order of Merit der Q School. Erst bei der Q School 2020 scheiterte die Wiederqualifikation, sodass er nach Jahren wieder Amateur wurde. Auch während seiner Profikarriere blieb Steadman den Amateurturnieren treu und nahm insbesondere an Pro/Am-Turnieren wie dem Pink Ribbon und den Vienna Open teil, bei denen er 2013 ins Finale kam. 2019 siegte er in der Ukraine beim Independence Day Cup.
Als Amateur wurde er danach immerhin zum Snooker Shoot-Out 2021 eingeladen, wo er prompt das Halbfinale erreichte. Auch wenn er dort gegen Mark Selby verlor, war es für Steadman ironischerweise das beste Ergebnis bei einem Profiturnier. Nur wenige Monate später qualifizierte er sich bei der Q School 2021 für zwei weitere Spielzeiten als Profi. Spielpraxis sammelte er zwischenzeitlich unter anderem auf der Open Series des englischen Verbandes, wo er gleich zwei Events gewinnen konnte. Bei seinem Profi-Comeback konnte Steadman bei fast allen Turnieren der Saison nur wenige Spiele gewinnen. Häufig verlor er bereits beim Auftakt, spätestens nach der zweiten Runde war für Steadman fast immer Schluss. Die einzige Ausnahme bildete das German Masters, bei dem der Engländer bis ins Achtelfinale kam. Die nächste Saison begann er so auf Platz 80. In dieser konnte Steadman bei Profiturnieren kaum Erfolge erzielen und schied häufig schon in der ersten Runde aus. Lediglich bei den British Open erreichte er die Runde der letzten 32 sowie bei den English Open und Northern Ireland Open ebenfalls fortgeschrittene Runden. Mit dem 90. Platz in der Weltrangliste verlor er 2023 erneut seine Startberechtigung für die Profitour. Auch bei der anschließenden Q School verpasste er deutlich die sofortige Wiederqualifikation. Ansonsten gelangen ihm vor allem Erfolge bei den Alten Herren, wo er dreimal das Finale und zweimal das Halbfinale erreichte.[veraltet]

## Erfolge (Einzelturniere)
| Ausgang         | Jahr | Turnier                                              | Finalgegner           | Ergebnis |
| --------------- | ---- | ---------------------------------------------------- | --------------------- | -------- |
| Amateurturniere |      |                                                      |                       |          |
| Zweiter         | 2004 | English Open Championship                            | Judd Trump            | 7:8      |
| Zweiter         | 2006 | English Open Championship – North                    | Jeff Cundy            | 5:6      |
| Zweiter         | 2007 | Pontin’s International Open Series 2006/07 – Event 7 | Björn Haneveer        | 2:6      |
| Zweiter         | 2007 | Pontins Pro/Am 2007/08 – Event 1                     | Andrew Norman         | 2:4      |
| Sieger          | 2008 | Pontin’s International Open Series 2008/09 – Event 4 | Mike Hallett          | 6:1      |
| Zweiter         | 2008 | Pontins Pro/Am 2008/09 – Grand Final                 | Jamie Cope            | 1:4      |
| Zweiter         | 2008 | Europameisterschaft                                  | David Grace           | 6:7      |
| Zweiter         | 2013 | Vienna Open                                          | Mark King             | 0:5      |
| Sieger          | 2014 | Q School – Event 1                                   | John Sutton           | 4:0      |
| Zweiter         | 2016 | Q School – Event 2                                   | Michael Georgiou      | 1:4      |
| Sieger          | 2018 | Q School – Event 1                                   | Adam Duffy            | 4:0      |
| Sieger          | 2019 | Independence Day Cup                                 | Mateusz Baranowski    | 4:0      |
| Sieger          | 2021 | Q School – Event 2                                   | Hammad Miah           | 4:3      |
| Zweiter         | 2022 | World Seniors Open Series – Event 1                  | Andrew Pagett         | 1:3      |
| Zweiter         | 2023 | World Seniors Open Series – Event 2                  | Gerard Greene         | 2:3      |
| Zweiter         | 2023 | World Seniors Championship – Golden Ticket           | Philip Williams       | 1:4      |
| Zweiter         | 2023 | WPBSA Q Tour – Event 1                               | Liam Davies           | 2:5      |
| Zweiter         | 2024 | Englische 6-Reds-Meisterschaft                       | Daniel Womersley      | 6:7      |
| Zweiter         | 2024 | Europameisterschaft                                  | Robbie McGuigan       | 4:5      |
| Zweiter         | 2024 | Vienna Open                                          | Alexander Ursenbacher | 4:5      |
| Zweiter         | 2024 | WPBSA Q Tour – Event 3                               | Zhao Xintong          | 3:4      |
| Sieger          | 2024 | Senioren-Europameisterschaft                         | Wayne Brown           | 5:4      |
| Sieger          | 2025 | Englische 6-Reds-Meisterschaft                       | Ryan Davies           | 7:3      |
| Zweiter         | 2025 | Q School – Event 1                                   | Oliver Brown          | 1:4      |